# Rodolfo Cota
Rodolfo Cota Robles (* 3. července 1987) je mexický profesionální fotbalista, který hraje na pozici brankáře za klub León a mexický národní tým.

## Klubová kariéra

### Pachuca
Cota debutoval za Pachucu 21. září 2007 v zápase proti Club Deportivo Veracruz.

### Puebla
V roce 2014 bylo oznámeno, že Cota byl poslán na hostování do Puebly. Debutoval proti Tijuaně při vítězství 1:0. V dubnu 2015 vyhrál Copa MX poté, co jeho tým porazil Guadalajaru.

### Guadalajara
Dne 11. června 2015 Guadalajara oznámila, že podepsala smlouvu s Cotou na hostování, aby vytvořila konkurenci Josému Antoniovi Rodríguezovi, protože klubový veterán Luis Ernesto Michel přestoupil do Dorados de Sinaloa. Cota se po svých výkonech v Copa MX rychle stal brankářskou jedničkou. Jeho tým porazil Monarcas Morelia ve finále Copa MX a stal se také klíčovou postavou při dvanáctém vítězství klubu v Lize MX proti Tigres UANL. Byl jmenován do nejlepší jedenáctky turnaje a získal ocenění Zlatá rukavice za tuto sezónu.
V následující sezóně se opět ukázal jako velmi důležitý, když Guadalajara vyhrála Ligu mistrů CONCACAF 2018 proti klubu Major League Soccer Toronto FC, když byl odměněn Zlatou rukavicí turnaje a jmenován do nejlepší jedenáctky.

### León
Dne 16. května 2018 byl Cota poslán na hostování do Clubu León.
Cota během zápasu proti klubu Necaxa dne 22. února 2020 oblékl kontroverzní dres na protest proti femicidě v Mexiku. Na košili byla postava ženy ležící v kaluži krve ve tvaru Mexika. Cota byl suspendován na tři zápasy a byla mu udělena pokuta 300 000 mexických pes (15 000 amerických dolarů).

## Reprezentační kariéra
Cota reprezentoval národní tým do 20 let na Mistrovství světa ve fotbale do 20 let 2007.
V září 2016 obdržel Cota své první povolání do seniorského národního týmu pod trenérem Juanem Carlosem Osoriem na říjnové přátelské zápasy proti Novému Zélandu a Panamě.
Cota byl zařazen do předběžné soupisky pro Konfederační pohár FIFA 2017 v Rusku jako náhrada za José de Jesúse Coronu, protože si přivodil zranění. Cota debutoval 1. června 2017 v přátelském zápase proti Irsku na MetLife Stadium v New Jersey, který skončil vítězstvím 3:1. Cota byl následně zařazen do konečné soupisky Mexika pro turnaj.
V říjnu 2022 byl Cota jmenován do předběžného 31členného mexického týmu pro Mistrovství světa ve fotbale 2022 a v listopadu byl nakonec zařazen do konečné 26členné soupisky, ale během turnaje neodehrál ani minutu.

## Statistiky

### Reprezentační
Platí k zápasu hranému 14. června 2022.
| 2017    | 1 | 0 |
| 2018    | 1 | 0 |
| 2019    | 1 | 0 |
| 2020    | 1 | 0 |
| 2021    | 2 | 0 |
| 2022    | 2 | 0 |
| Celkově | 8 | 0 |

## Úspěchy
Puebla
- Copa MX: Clausura 2015

Guadalajara
- Liga MX: Clausura 2017
- Copa MX: Apertura 2015, Clausura 2017
- Supercopa MX: 2016
- Liga mistrů CONCACAF: 2018

León
- Liga MX: Guardianes 2020
- Liga mistrů CONCACAF: 2023
- Leagues Cup: 2021

Individuální
- Zlatá rukavice Ligy MX: 2016/17
- Nejlepší jedenáctka Ligy MX: Clausura 2017
- Zlatá rukavice Ligy mistrů CONCACAF: 2018
- Nejlepší jedenáctka Ligy mistrů CONCACAF: 2018